# ツインズひなひま
『ツインズひなひま』（TWINS HINAHIMA）は、KaKa Creationとフロンティアワークスの共同プロジェクトとして2023年からTikTokやYouTubeで活動しているキャラクターのユニット名である。
2025年3月にテレビアニメ化。

## 概要
「双子の女子高生」という設定のひまりとひななの姉妹ユニットである。KaKa Creationとフロンティアワークスの共同プロジェクトとして立ち上げられ、2023年からバーチャルTikTokerとしてTikTokやYouTubeショートでダンス動画などを公開している。
2024年12月、フロンティアワークスはアニメーション制作現場における生成AI導入によるクリエイターの負担軽減・作業効率化の実証を兼ねる形で『ツインズひなひま』をアニメ化することを発表した。ただし、本作では省力化が十分に達成されていない。本編の95％以上のカットで「補助ツール」として生成AIを活用し、仕上げ段階で人間のアニメーターが加筆修正を行うが、経済産業省が定めるAI事業者ガイドラインや弁護士によるアドバイスを受け「現在の日本の著作権運用が可能な形」で制作されたとしている。

## プロフィール
都内の高校に通う双子のTikTokerで、共に高校1年生。周囲で流行っているという理由でTikTokへのショート動画投稿を始めた。アニメが好きなのでいつかコスプレ衣装を着て踊りながら動画撮影したいと思っているが、予算の都合で実現していない。
ひまり（妃莉）
声 - 平塚紗依
姉。白髪の方。
ひなな（陽奈奈）
声 - 伊駒ゆりえ
妹。赤髪の方。

## テレビアニメ
| 原作                              | ツインズひなひま （KaKa Creation） |
| 監督                              | 中野紅                             |
| 脚本                              | 品田遊                             |
| キャラクターデザイン              | 横田拓己                           |
| AI/3Dテクニカルディレクター       | Ultra-Noob                         |
| AIパイプライン開発                | 852話、Asaki                       |
| メインアニメーター                | 工藤陽輔                           |
| 3Dアニメーション監督              | 川村崇                             |
| 3Dモデリング                      | さかもと商会                       |
| 撮影監督                          | 小澤匡義                           |
| 音響監督補                        | 菊池晃一                           |
| 音響                              | ノワ                               |
| 音楽                              | 夢見クジラ                         |
| 演出 アニメーションプロデューサー | 飯塚直道                           |
| アニメーション制作                | KaKa Technology Studio             |

2025年3月28日から30日にかけて、TOKYO MX他2局にて単発特番の扱いで順次放送。また、各種動画配信サービスでの配信も行われる。
テレビ放送に先立ち、新潟市で3月15日から20日まで開催された新潟国際アニメーション映画祭においてプレミアム上映を実施した。

### あらすじ
双子のTikTokerとして活動する女子高生のひまりとひなな。ダンス動画をはじめ、バズりそうなネタに片っ端からチャレンジしてみるが再生数は思うように伸びない。
ある日、いつものように2人が外で動画撮影を行っていたところ奇妙なねこ（声 - 相良茉優）に遭遇し、スマホで撮影を試みる。そこに出現したもう1人のひまりを追跡し始める姉妹であったが、その途端2人が見慣れたはずの街の風景に“異変”が起き始める。

### 主題歌
オープニング「おーぎゅめんと・でいっ！」
作詞：篠崎あやと 作曲・編曲：篠崎あやと、橘亮祐
歌：ひまり（平塚紗依）＆ひなな（伊駒ゆりえ）
エンディング「6:00 PM」
作詞・作曲：井上竜馬 (SHE'S) 編曲：井上竜馬、服部栞汰(SHE'S)
歌：CHiCO

### 放送・配信
| 放送日        | 放送時間                     | 放送局   | 対象地域   | 備考        |
| ------------- | ---------------------------- | -------- | ---------- | ----------- |
| 2025年3月28日 | 金曜 23:30 - 土曜 0:00       | TOKYO MX | 東京都     |             |
| 2025年3月30日 | 日曜 3:38 - 4:08（土曜深夜） | 毎日放送 | 近畿広域圏 |             |
|               | 日曜 23:00 - 23:30           | BS日テレ | 日本全域   | BS/BS4K放送 |

| 配信開始日    | 配信時間        | 配信サイト |
| ------------- | --------------- | --- |
| 2025年3月30日 | 日曜 12:00 更新 | dアニメストア ABEMA TVer MBS動画イズム DMM TV Prime Video FOD U-NEXT アニメ放題 Rakuten TV AnimeFesta ムービーフルPlus ムービーフル OnGenムービー 萌え動画がいっぱい Video Market music.jp カンテレドーガ バンダイチャンネル Hulu ふらっと動画 |
| 2025年3月31日 | 月曜 12:00 更新 | HAPPY!動画 |
| 2025年4月1日  | 火曜 0:00 更新  | J:COM STREAM TELASA milplus |